# Es Bòrdes
Pour les articles homonymes, voir Les Bordes.
Es Bòrdes (nom officiel en aranais) est une commune de la comarque du Val d'Aran dans la province de Lérida en Catalogne (Espagne). Elle regroupe les hameaux de Arró, Begòs et Benòs.

## Toponymie
En aranais, le nom signifie « les fermes ». C'est la forme officielle depuis 1984. De 1877 à 1982 le nom officiel en castillan était Las Bordas, de 1982 à 1984, Les Bordes, ou Les Bordes de Castel-Lleó en catalan.

## Géographie
Es Bòrdes se trouve à peu de distance de la frontière française, sur la nationale N-230 qui mène à Vielha et de là, par le tunnel de Vielha, à la capitale provinciale, Lérida. Elle se trouve au confluent de la Garonne orientale, après sa traversée du Val d'Aran, avec le ruisseau Et Joèu, issu du Guelh de Joèu, résurgence des eaux du massif de la Maladeta qui en font la source officielle, selon les conventions, de la Garonne.

## Histoire
La commune s'appelait en catalan Les Bordes de Castel-Lleó, car s'y trouvait le château médiéval de Lleó, ou Castèth-Leon, édifié en 1283 et détruit en 1719, sur l'emplacement duquel fut construite en 1806 l'église paroissiale. Des fouilles récentes ont permis de retrouver des traces de cet édifice.

## Économie
L'activité est essentiellement agricole, élevage, exploitation forestière, une centrale électrique.

## Lieux et monuments
- Église de la Mare de Diu deth Rosèr, 1806. Elle est bâtie sur l'emplacement d'une ancienne chapelle romane. Elle a un clocher massif de plan carré. Près du portail, est encastrée dans le mur une pierre sculptée, probablement un couvercle de sarcophage du XVe siècle, gravé d'un bas-relief représentant un guerrier en cotte de mailles avec une épée, à ses pieds un lion héraldique porte une inscription disant qu'il s'agit d'Esteban de Marriaco.
- Église Saint-Martin d'Arró, gothique. À l'origine chapelle romane à nef unique, les chapelles latérales, donnant un plan en croix latine, furent ajoutées postérieurement. Le chœur carré est précédé par un arc triomphal. Le clocher du XVe s. a une base carrée, les étages supérieurs sont octogonaux
- Église romane Saint-Roch de Begòs. Dédiée à saint Roch, sainte Croix et sainte Lucie, c'est une petite église à nef unique du XIIe s. Le clocher carré a conservé toutes ses cloches. La nef ogivale est divisée en trois travées.
- Église romane Saint-Martin de Benòs. Église romane, complètement remaniée au XVIe siècle, où on lui ajouta deux nefs latérales. La grille de fer forgé possède un système artisanal qui permet de maintenir la porte fermée sans ressort. À l'intérieur, statue de saint Martin en bois, du XVIIIe s[1].
- Le guelh de Joèu, dans la vallée d'Artiga de Lin
- Ermita (chapelle) d'Artiga de Lin

## Festivités
- La hèsta major (fête) a lieu le 8 septembre.
- Le 3e dimanche de juillet se déroule le pèlerinage (romeria) du sanctuaire d'Artiga de Lin.